# River Plate Football Club

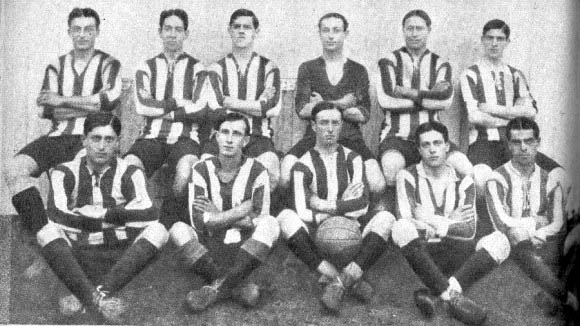
O River Plate campeão uruguaio pela última vez, em 1914. A camisa era alvirrubra e a necessidade de um improviso ocasional lançou a cor celeste, depois apropriada pela Seleção Uruguaia de Futebol e de outros esportes.

O River Plate Football Club foi um clube de futebol do Uruguai, existindo entre 1897 e 1925. Não deve ser confundido com o atual River Plate uruguaio, fundado em 1932 e que emprega mesmas cores e nome apenas em tributo ao original.

## Títulos
Mais antigo até que o River Plate mais famoso, o da Argentina (oficialmente fundado em 1901), estreou em 1907 na primeira divisão do campeonato uruguaio. Já no ano seguinte, foi pela primeira vez campeão. Novos títulos vieram em 1910, em 1913 e em 1914. Na época, tinha mais títulos que os três do Nacional e apenas um a menos que os cinco do CURCC,[carece de fontes?] equipe que deu origem ao Peñarol.
Desde o último título, porém, o River Plate não conseguiu superar o quinto lugar na tabela, sendo o último (e rebaixado) em 1920. Voltou para uma última participação em 1924, no campeonato da federação dissidente da associação reconhecida pela FIFA. Apesar disso, o clube à altura de 2017 segue sendo o terceiro maior vencedor do campeonato uruguaio, abaixo somente da dupla Nacional e Peñarol. Seus quatro títulos foram posteriormente igualados pelo Montevideo Wanderers, pelo Danubio e pelo Defensor.[carece de fontes?]
Somente na década de 1940 é que o River Plate argentino superou o original uruguaio em títulos nacionais, conseguindo em 1941 seu quinto título argentino.[carece de fontes?]

## Influência na identidade das seleções uruguaias
O River Plate, indiretamente, foi o responsável por fazer a Seleção Uruguaia de Futebol adotar o icônico uniforme a combinar camisa azul celeste com calças e meias pretas, cores ausentes na bandeira do Uruguai. Foi com essa combinação que o River em 1910 venceu o Alumni, também extinto, mas a grande potência sul-americana da época, vencedora de dez campeonatos argentinos entre 1900 e 1911. Ambos tinham uniformes semelhantes, com camisa em listras verticais alvirrubras, levando ao improviso da camisa celeste pelo River. A mesma cor seria então empregada pela seleção, pois o Alumni era a natural base da Argentina, que chegou a usar até oito jogadores do Alumni simultaneamente. A combinação foi adotada pelas seleções uruguaias também em outros esportes.

## Jogadores destacados
Com a Copa América surgindo apenas 1916, pouquíssimos jogadores do River Plate vieram a defender a seleção na competição. Foram os casos de Miguel Benincasa, na edição inaugural e na de 1917, e de N. Bartolazzo na de 1917. Somente Benincasa jogou, e uma única vez, na partida final de 1916.[carece de fontes?]
Dos jogadores mais renomados a passar pela equipe, há os casos de Carlos Scarone, presente no título de 1908 e que viria a defender a seleção uruguaia na própria estreia da camisa celeste nela, além de destacar-se tanto do Peñarol como do Nacional; e de Lorenzo Fernández, "caudilho" da seleção vencedora da primeira Copa do Mundo FIFA. Jogou no River em 1918. Havia fundado outro clube, o Capurro, presente na primeira divisão na década de 1920. Ainda como jogador do Capurro, Fernández foi medalhista de ouro nas Olimpíadas de 1928 com a seleção. Foi justamente essa equipe que posteriormente fundiu-se com o Olimpia para dar origem ao atual River Plate uruguaio, em 1932.[carece de fontes?] Fernández, curiosamente, também defendeu o novo River, em excursão deste clube à França entre 1936 e 1937.